# Grand Theft Auto: San Andreas
Grand Theft Auto: San Andreas (kurz GTA: San Andreas) ist der fünfte Teil der Action-Adventure-Reihe Grand Theft Auto von Rockstar Games, welcher am 26. Oktober 2004 in den Vereinigten Staaten und am 29. Oktober 2004 in Europa für PlayStation 2 veröffentlicht wurde. Die Windows- sowie die Xbox-Version folgten am 7. Juni 2005 in den USA und am 10. Juni 2005 in Europa. Ende 2010 erschien das Spiel zudem für Computer mit MacOS und im Dezember 2013 für Smartphones und Tablets mit Android und Apple iOS sowie im Januar 2014 für Windows Phone. Des Weiteren erschienen technisch optimierte Neuauflagen auf Xbox 360 und PlayStation 3 und Grand Theft Auto: San Andreas ist durch Abwärtskompatibilität auch auf der Xbox One sowie als Emulation auf der PlayStation 4 spielbar. Das Computerspiel mit Rennspiel-Elementen und offener Spielwelt konnte sich bis 2011 über 27,5 Millionen Mal verkaufen. Im November 2021 erschien zudem ein Remaster der Trilogie aus GTA 3, San Andreas und Vice City als Grand Theft Auto: The Trilogy – The Definitive Edition.

## Spielprinzip

### Allgemein
Hauptsächlich besteht das Spiel aus einer Kombination aus Schieß-, Fahr- und Flugsequenzen. Die Aufgaben für den Spieler lassen sich in drei Kategorien aufteilen: Hauptmissionen, Nebenmissionen und freies Spielen.
Sowohl in den Missionen als auch außerhalb der Missionen reagiert die Polizei auf kriminelle Taten des Spielers. Je mehr Verbrechen der Spieler in kurzen Abständen begeht, desto höher wird sein Fahndungslevel (durch Sterne dargestellt) und desto mehr Polizisten und andere Einheiten nehmen die Verfolgung des Spielers auf.
Die Hauptmissionen bilden die Handlung des Spiels und daher eine zeitliche Reihenfolge. Hierzu muss der Spieler verschiedene Auftraggeber in der Spielwelt aufsuchen. In den jeweiligen folgenden kurzen Zwischensequenzen wird die Handlung fortgeführt und das zu lösende Problem geschildert. Der Spieler muss anschließend mit Waffen und/oder Fahrzeugen, die er in der Spielwelt findet oder bereits gefunden hat, die Mission lösen.
Das Spiel folgt dem Open-World-Prinzip, daher ist der Spieler nicht gezwungen, sich ausschließlich den Missionen zuzuwenden. Die Spielwelt bietet diverse Beschäftigungsmöglichkeiten. Beispielsweise kann der Spieler absichtlich Verbrechen begehen, um eine Verfolgungsjagd mit der Polizei zu provozieren, oder einfach nur die Spielwelt erkunden.
In den Konsolen-Versionen existiert auch ein Zwei-Spieler-Modus. In diesem können sich die beiden Spieler aber nicht individuell frei bewegen, sondern sind an den gleichen Standort gebunden, d. h., sie sind immer zusammen im selben Bild zu sehen. In der PC-Version wurde dieser Modus entfernt, da es nicht möglich ist, an einem Rechner zwei Mäuse und zwei Tastaturen effektiv zu nutzen.

### Neuerungen
Zusätzlich zu den bisherigen Fähigkeiten in der GTA-Reihe ist die Spielfigur (Carl Johnson, kurz „CJ“) in der Lage, sich geduckt zu bewegen und über Wände und Zäune zu klettern, wenn diese nicht zu hoch sind. Zusammen mit der neuen Fähigkeit, zu schwimmen und zu tauchen, ist „CJ“ im Unterschied zu früheren Versionen in der Lage, jeden Punkt der Spielwelt von Beginn an zu erreichen. Allerdings wird er anfangs beim Erreichen einer anderen Stadt sofort von der Polizei gesucht, wodurch ein wirkliches Erkunden erschwert wird.
Neu sind auch die Charakterwerte. So kann der Spieler die Fertigkeiten seiner Spielfigur mit einer Waffe oder einem Fahrzeug verbessern, wenn er diese dauerhaft benutzt. Die Stärke der Spielfigur kann durch Kraftsport wie Gewichtheben und Kampftraining erhöht werden, die Kondition durch Ausdauersport wie Radfahren, Laufen und Schwimmen. Bei einem Kampfsportlehrer können zudem neue Angriffe trainiert werden, etwa ein Rundum-Kick oder das Treten auf bereits am Boden liegende Gegner (Letzteres wurde aus der deutschen Version herausgenommen).
Die Lebensenergie kann wie im Vorgänger durch Essen erhöht werden. Fettiges Essen führt dazu, dass die Spielfigur an Gewicht zunimmt und dadurch nicht mehr so hoch springen kann und damit einige Missionen fast unmöglich werden. Die zugelegten Pfunde lassen sich jedoch durch Ausdauersport abtrainieren. Dieses Spiel ist das erste der Reihe, bei dem die Spielfigur verhungern kann.
Weiterhin kann das Aussehen der Spielfigur beeinflusst werden. So kann zum Beispiel ein Friseur aufgesucht und neue Kleidung gekauft werden. Die Kleidungsstücke lassen sich in den Verstecken beliebig kombinieren. Zudem ist es möglich, die Spielfigur tätowieren zu lassen.
Eine kleine Änderung zu Grand Theft Auto: Vice City gibt es bei den Immobilien: Bonuswaffen, die man durch einige Bonusmissionen erhält, sind nur an einer Immobilie pro Stadt vorhanden. Es gibt insgesamt zwölf Bonuswaffen, die auf drei Verstecke verteilt sind. Alle anderen Immobilien dienen nur als Speicherpunkt bzw. Zuflucht vor der Polizei.
Weiterhin ist mit GTA: San Andreas in der Konsolenversion die Steuerung verändert worden: So kann während des Laufens oder Fahrens die Blickrichtung geändert werden, d. h., die Blickrichtung und die Laufrichtung können sich unterscheiden. Bei Waffen, bei denen manuelles Zielen möglich ist, kann die Spielfigur bewegt werden. In den Vorgängerspielen war manuelles Zielen nur im Stehen möglich.

### Nebenmissionen
Nebenmissionen sind nicht Teil der Handlung und können daher, nachdem sie freigeschaltet wurden, jederzeit durchgeführt werden. Die Zahl der Nebenmission ist im Vergleich zu den Vorgängern deutlich gestiegen. Bei allen Missionen kann Geld gewonnen bzw. verdient werden. Beim Erreichen eines bestimmten Levels der jeweiligen Zusatzmissionen bekommt die Spielfigur Fähigkeiten oder Extras.
Es existiert zum ersten Mal auch eine Mission (das Erobern von feindlichen Ganggebieten), die teilweise erfüllt werden muss, damit die Haupthandlung fortgeführt werden kann. Diese Mission ist im Grunde eine Variation der Amokläufe aus den vorherigen Versionen.
Für Bonuswaffen in den Verstecken muss diesmal eine Sammelaktion pro Stadt durchgeführt werden, nämlich das Übersprühen von Graffiti in Los Santos, Fotografieren von Sehenswürdigkeiten in San Fierro und das Sammeln von Hufeisen in Las Venturas. Austern müssen dagegen in ganz San Andreas gesucht werden; als Belohnung erhöht sich die Attraktivität der Spielfigur.
Im Spiel gibt es neben den aus den Vorgängern bekannten Nebenmissionen wie Polizei-, Feuerwehr- und Taximissionen eine weitere fahrzeugbezogene Aufgabe: Fahrschulen für Autos, Motorräder, Boote sowie Flugzeuge und Hubschrauber, wobei nur das Absolvieren der Flugschule für die Fortsetzung der Haupthandlung erforderlich ist. Die Spielfigur selbst kann auch an sportlichen Wettbewerben wie z. B. Triathlons und Autorennen teilnehmen.
Ehrliches Geld kann auch durch weitere neu eingeführte Nebenjobs verdient werden, etwa als Fernfahrer oder Kurier. Nach einer erfolgreichen Karriere werden die entsprechenden Firmen vom Spieler übernommen und bringen regelmäßig Einnahmen. Zu den kriminellen zusätzlichen Nebenjobs zählen nächtliche Raubzüge durch Häuser.
Zum Zeitvertreib kann die Spielfigur an Automaten in Bars Arcade-Spiele und Billard oder auf Sportplätzen Basketball spielen. Auch kann der Spieler in Casinos Glücksspiele wie Black Jack und Roulette spielen oder in Wettbüros an Pferdewetten teilnehmen und dabei sein Geld vermehren oder verlieren.
Außerdem kann „CJ“ Beziehungen mit mehreren Freundinnen aufbauen: Zwei davon lernt er im Verlauf der Handlung kennen, die anderen trifft man außerhalb der Story. Die Freundinnen können ausgeführt werden und stellen gewisse Schönheitsanforderungen an die Spielfigur. Werden die Freundinnen mehrfach erfolgreich ausgeführt, erhält der Spieler wieder zusätzliche Extras.
Schließlich kann der Spieler sein Rhythmusgefühl auf einem Lowrider-Treffen und in der Disco beweisen. Letzteres wird auch von den Freundinnen verlangt.

### Verbrechen
Begeht der Spieler ein Verbrechen, wird die Polizei nach ihm suchen. Je gravierender das Verbrechen oder ihre schnelle Häufung, desto mehr Einheiten fahnden nach ihm. Insgesamt gibt es sechs Fahndungslevel, die durch Sterne dargestellt werden. Bei einem Stern wird die Spielfigur gesucht und festgenommen. Ab dem zweiten ist das Polizeiaufgebot höher und die Polizisten versuchen, auf den Spieler zu schießen. Bei drei Sternen gibt es vereinzelt Polizeiabsperrungen und der Spieler wird nicht nur am Boden, sondern auch aus der Luft per Polizeihubschrauber verfolgt. Bei vier Sternen kommen die ersten Spezialeinheiten wie die Polizei-Trucks dazu, bei fünf Sternen erscheint das FIB (angelehnt an das FBI) und bei sechs Sternen wird auch das Militär mit u. a. Panzern und Jagdflugzeugen eingesetzt, je nachdem, wo sich der Spieler gerade befindet.

## Spielwelt
San Andreas ist ein fiktiver Bundesstaat an der Westküste der Vereinigten Staaten, der Kalifornien und zum Teil auch Nevada und Arizona nachempfunden ist. Die Spielwelt ist fünf bis sechs Mal größer als die des Vorgängers GTA: Vice City. In San Andreas befinden sich drei große Städte, die auf Los Angeles, San Francisco und Las Vegas basieren (Los Santos, San Fierro und Las Venturas). Ein großes Straßennetz, eine Eisenbahn- und eine Flugzeuglinie verbinden die Städte miteinander. Der Staat ist zum Teil sehr hügelig, es gibt fruchtbares Farmland, Canyons, Gebirge, Flüsse, Wüsten und Wälder. Des Weiteren existieren außerhalb der Städte zwölf kleinere Dörfer bzw. Kleinstädte.
In San Andreas gibt es viele Anlehnungen an bzw. Parodien auf real existierende Sehenswürdigkeiten und Orte wie z. B. Beverly Hills („Rodeo“), Compton (Ganton), Inglewood (Idlewood), Venice Beach (Verona Beach), Hollywood und das Hollywood Sign („Vinewood“), die Golden Gate Bridge in San Francisco („Gant Bridge“), Area 51 (Area 69), den Hoover Dam („Sherman Staudamm“) südöstlich der Touristenhochburg Las Vegas, Mulholland Drive, die Casinos von Las Vegas oder einen Flugzeugfriedhof, der der 309th Aerospace Maintenance and Regeneration Group nachempfunden ist.
Es gibt diesmal keine hermetisch abgesperrten Gebiete innerhalb der Spielwelt. Der Spieler kann jeden Ort von Anfang an aufsuchen. Zwar sind die Zugangsstraßen zu einigen Städten nicht sofort freigegeben, aber die Städte lassen sich über Wasser oder Luft problemlos erreichen. Allerdings bewirkt das Betreten der noch nicht freigeschalteten Gebiete einen hohen Fahndungslevel, der sich nur durch das Verlassen des Gebietes verringern lässt.

### Gangs
In San Andreas gibt es eine Vielzahl von Gangs. Sie sind immer bewaffnet, reagieren negativ auf den Spieler und versuchen, ihn anzugreifen (gilt nicht für die Grove Street Families und Triaden). Gegen die Ballas und Vagos können in Los Santos die Bandenkrieg-Nebenmissionen ausgetragen werden.
- Grove-Street-Familie: Die Gang des Protagonisten Carl Johnson. Gründung in den 1970ern, Grün tragend und zum Ende des Spieles die einflussreichste Gang in Los Santos. Sie basieren auf den Crips.

- Ballas: Die Erzfeinde der Grove Street Families und im ständigen Kampf gegeneinander. Gründung in den 1970ern und mit Lila als Erkennungszeichen. Kontrollieren zusammen mit den Los Santos Vagos den Crack- und Kokainhandel in Los Santos. Sie basieren auf den Bloods in Los Angeles.

- Varrios Los Aztecas: Diese Gang wird von Cesar angeführt, der eine Beziehung zu CJs Schwester Kendl unterhält. Trotz dieser Umstände sind sie abgesehen von einigen Missionen nicht freundlicher zu den Grove Street Families. Ihre Gangfarbe ist Türkis. Sie basieren auf den Sureños.

- Los Santos Vagos: Mexikanische Gang, die mit den Ballas verbündet zu sein scheint. Ihre Gangfarbe ist Gelb. Basieren auf den Latin Kings.

- Russische Mafia: Sie tauchen nur für kurze Zeit auf und scheinen mit den Ballas, Vagos und Rifas verbündet zu sein und sollen angeblich die Ballas gegen Fahrzeuglieferungen mit Waffen versorgen. Man findet sie nur in einigen Missionen vor. Sie basieren auf der russischen Mafia.

- Triaden: Der blinde Anführer Wu Zi Mu („Woozie“) ist im Kampf gegen die Da Nang Boys. Des Weiteren führen die Triaden in Las Venturas ein Casino namens „Four Dragons“, das CJ im Laufe des Spiels übernimmt. Die Triaden existieren im realen Leben auch.

- Da Nang Boys: Vietnamesische Gang, die versucht, die Triaden aus San Fierro zu vertreiben, und als sehr gewalttätig angesehen wird.

- Loco-Syndikat: Drogensyndikat, bestehend aus Big Smoke, Ryder, Jizzy B, T-Bone Mendez und Mike Toreno, das von CJ zerstört wird.

- San Fierro Rifa: Mexikanische Gang in San Fierro. Ihre Gangfarbe ist Türkis. Die Rifas arbeiten auch für das Loco-Syndikat. Diese Bande ist die wohl am wenigsten gewalttätige Gang in ganz San Andreas. Wenn der Spieler sie attackiert, rennen sie häufig weg. Die San Fierro Rifa basieren auf den Nuestra Familia.

- Sindaccos: Dieser italoamerikanische Mafia-Clan stammt aus Liberty City und ist zusammen mit den Leones und Forellis im Besitz des Caligula's Casino in Las Venturas. Diese sind bereits aus den vorherigen Teilen bekannt. Sie basieren auf der italienischen Mafia und der Cosa Nostra.

### Waffen
In GTA: San Andreas steht ein großes Waffenarsenal zur Verfügung, das man durch Aufsammeln oder durch Kauf in einer Ammu-Nation-Filiale erwerben kann. Dabei kann man immer nur eine Waffe von jedem Waffentyp besitzen.
- Hand: Faust, Schlagring
- Nahkampfwaffen: Motorsäge, Messer, Baseballschläger, Polizeiknüppel/Tonfa, Schaufel, Billard-Queue, Katana, Golfschläger
- Geschenke: Dildo, Vibrator, Spazierstock, Blumenstrauß
- Pistolen: einfache Pistole, Pistole mit Schalldämpfer, Desert Eagle
- Maschinenpistolen: Intratec DC-9, MAC-11, MP5
- Flinten: Schrotflinte, abgesägte Flinte, SPAS-12
- Sturmgewehre: AK-47, M4
- Gewehre: einfaches Gewehr, Scharfschützengewehr
- Schwere Waffen: RPG-7, Panzerabwehrlenkwaffe, Flammenwerfer, Minigun
- Wurfwaffen: Handgranaten, Tränengas-Granaten, Molotowcocktails, ferngezündete Rucksackbomben
- Verbrauchsgegenstände: Graffiti-Spraydose, Feuerlöscher, Fotoapparat
- Sonderwaffen: Fallschirm, Wärmebildgerät, Nachtsichtgerät

Die Raketenwerfer können nur im Stehen abgefeuert werden. Für ein Drive-by-Shooting kann nur eine Maschinenpistole verwendet werden.

### Fahrzeuge
Neu in diesem Spiel sind Fahrräder. Diese lassen sich ähnlich wie Motorräder fahren, haben aber den Vorteil, dass mit ihnen über Hindernisse hinweg gesprungen werden kann. Neben Autos, Motorrädern, Fahrrädern, Booten, Flugzeugen (u. a. eine Mischung aus Harrier und F-16) und Helikoptern (u. a. Apache) sind nun auch ausgefallenere Vehikel verfügbar (z. B. Mähdrescher, Monstertruck, Luftkissenboot, Muldenkipper, Rasentraktor, Zementwagen, Gokart, Abschleppwagen, Fallschirm und sogar ein Jetpack). Wie in allen GTA-Teilen gibt es zahlreiche Autotypen und acht Motorradtypen.
In Tuning-Werkstätten ist es zudem möglich, Fahrzeuge mit diversen optischen Verbesserungen auszustatten oder zu Lowridern umzubauen. Eine Leistungssteigerung ist nur durch Einbau einer Lachgaseinspritzung möglich.

## Handlung

### Story
Die Handlung beginnt im Jahr 1992. Der Protagonist Carl Johnson („CJ“), ein Afroamerikaner, kehrt nach Los Santos (dem echten Los Angeles nachempfunden) zurück, kurz nachdem seine Mutter ermordet worden ist. Die letzten fünf Jahre hat CJ in Liberty City (angelehnt an New York City) gelebt, um Abstand von seiner kriminellen Vergangenheit in Los Santos zu gewinnen. Kaum in seiner alten Heimat angekommen, schieben die drei korrupten Polizisten Frank Tenpenny, Eddie Pulaski und Jimmy Hernandez ihm den Mord an Officer Ralph Pendelbury in die Schuhe, den sie selbst begangen haben, da dieser ihre Machenschaften preiszugeben gedroht hat. Außerdem muss CJ feststellen, dass seine alte Gang wegen Drogenproblemen und internen Streitigkeiten auseinandergebrochen ist. Im Folgenden versucht er nun, mit der Hilfe seines Bruders, Sean Sweet Johnson, seine „Hood“ (Nachbarschaft) vom Drogenhandel zu befreien und seine alte Gang wiederherzustellen. Doch kurz vor der Wiedervereinigung der Grove Street Families geraten sie in eine Falle: Einige seiner alten Gangmitglieder (darunter Big Smoke und Ryder) haben die Ideale der Gang verraten und machen nun gemeinsame Sache mit Tenpenny. CJ erfährt, dass Big Smoke und Ryder für den Tod seiner Mutter verantwortlich sein könnten. Er wird verraten und muss die Stadt verlassen, während Sweet verhaftet und ins Gefängnis in Los Santos überführt wird.
Tenpenny und seine Kollegen verschleppen CJ aufs Land vor San Fierro und lassen ihn dort zurück. Mit der Hilfe von Cesar Vialpando, dem Freund seiner Schwester Kendl, gelingt es CJ, in San Fierro eine Autowerkstatt zu eröffnen und aufzubauen. Diese Handlungen führen dazu, dass er im Laufe der Zeit Mike Toreno kennenlernt. Dieser ist Agent einer US-Regierungsbehörde und verspricht CJ, ihm zu helfen, wenn er im Gegenzug mit ihm kooperiert und einige Aufträge für ihn erledigt. Diese Aufträge führen CJ im Verlauf des Spiels auch nach Las Venturas, wo er sich zum Miteigentümer eines Casinos hocharbeitet, und schließlich zurück nach Los Santos, wo er der Manager des Rappers Madd Dogg wird.
Toreno hält sein Versprechen ein und arrangiert die Freilassung von Sweet. Sein Bruder ist aber von CJs Erfolgen wenig beeindruckt und wirft ihm vor, sich nicht um die „Hood“ gekümmert zu haben. CJ bleibt nichts anderes übrig, als sich wieder mit den Gangs und Tenpenny zu beschäftigen. Dieser wird letztlich vor Gericht gestellt, aber freigesprochen. Dies führt dazu, dass in der Stadt Unruhen ausbrechen, da Tenpenny in der ganzen Stadt als korrupter Polizist berüchtigt ist. In dieser Situation gelingt es CJ nun, die Gangmitglieder, die ihn verraten haben, zu töten und Tenpenny in einer Verfolgungsjagd schwer zu verletzen. Tenpenny stirbt schließlich an den Folgen seiner Verletzungen.
Die Geschichte lehnt sich dabei an afroamerikanische Rap- und Ghetto-Filme wie beispielsweise „Menace II Society“, „New Jack City“, „Boyz N the Hood“, „Training Day“ oder „Colors – Farben der Gewalt“ an. Es treten innerhalb der Missionen Parallelen zur Handlung oder zu Charakteren aus diesen Filmen auf sowie Anspielungen auf reale Ereignisse, etwa die Unruhen und Bandenkriege in Los Angeles.

### Auftraggeber
Im Verlauf der Handlung begegnen dem Spieler Charaktere, für die die Hauptfigur CJ Aufträge erledigen kann. Meist erhält er neben dem Parameter Respekt auch etwas Geld, was ihm wiederum im Spiel selbst neue Möglichkeiten eröffnet.

#### Los Santos I
- Sean „Sweet“ Johnson: Er ist der Bruder von CJ. In seinem Interesse liegt es, das Viertel „Ganton“ und die umliegenden Viertel wieder unter die volle Kontrolle der Grove Street Families zu bringen. Zu Beginn des Spiels hält er nicht viel von CJ, da dieser fünf Jahre vor der Handlung des Spiels aus San Andreas verschwand und nach Liberty City ging, um aus dem Milieu herauszukommen. Doch nach und nach baut er wieder Vertrauen zu seinem Bruder auf. Die ersten Aufträge von Sweet und seinen Freunden dienen zur Erläuterung der Spielprinzipien (Frisuren, Mahlzeiten, Klettern, Graffiti, Waffenhandhabung, Drive-by-Shootings, Lowrider-Treffen, Fahrzeug-Tuning, Fahrzeugumlackierung und Kleidungskauf). In den letzten Missionen in Los Santos geht es um die endgültige Übernahme von Los Santos. Hier beginnen auch die Bandenkrieg-Nebenmissionen. In der letzten Mission in Los Santos werden CJ und Sweet verraten.

- Lance „Ryder“ Wilson: Er ist ein Gangmitglied der Grove Street Families. In diesen Aufträgen geht es primär um die Beschaffung von Waffen. Seine Figur wirkt verstört und unberechenbar. Er ist für seinen üppigen Drogenkonsum bekannt, arbeitet insgeheim mit den Ballas zusammen und ist Teil des Loco-Syndikats. Ryder wird einige Zeit nach seinem Verrat bei einer Verfolgungsjagd mit Booten von CJ getötet. Als Vorbild für das Aussehen des Charakters Ryder diente der US-amerikanische Rapper Eazy-E.

- Melvin „Big Smoke“ Harris: Er ist auch ein Gangmitglied der Grove Street Families. Er macht offensichtlich Geschäfte mit der Polizei und den Ballas, was er aber zu leugnen versucht. Höhepunkt ist die Mission „Just Business“, die sich aus einem heftigen Schusswechsel und einer Motorrad-Verfolgungsjagd zusammensetzt. In dieser Verfolgungsjagd springt ein Lkw von einer Brücke in den Wasserkanal, in dem die Verfolgungsjagd stattfindet. Dies ist eine Anspielung auf den Film Terminator 2 – Tag der Abrechnung. Zudem ist Big Smoke ein hochrangiges Mitglied des Loco-Syndikats und wird in der letzten Mission des Spiels als Verräter von CJ im Kampf getötet.

- Jeffrey „OG Loc“ Cross: Er ist ein Freund der Grove Street Families, wird aber nicht sehr ernst genommen, seit er sich in OG Loc umbenannt hat. Er hält sich für einen aufsteigenden Rapper und engagiert CJ, um seinem Konkurrenten Madd Dogg zu schaden und an dessen Stelle zu treten.

- Frank Tenpenny: Er erscheint bis zu seinem Untertauchen immer wieder als Auftraggeber. Während einer Mission soll CJ ein Haus in Brand stecken. Als er merkt, dass sich in dem Haus noch ein Mädchen befindet, rettet er sie. Sie wird seine erste Freundin im Spiel.

#### Die Badlands (Übergang nach San Fierro)
- Frank Tenpenny: Die Polizei hat Sweet festgenommen und macht CJ klar, dass er nicht mehr nach Los Santos zurückkehren solle. CJ selbst wird nicht festgenommen, um Aufträge für die Polizei, speziell für Tenpenny, durchzuführen. In Angel Pine (Whetstone) muss nur eine Mission für ihn absolviert werden: die Ermordung eines Zeugen, der durch das FIB bewacht wird.

- Cesar Vialpando: Er ist der feste Freund von CJs Schwester Kendl und Anführer der Varrios los Aztecas. Über ihn lernt CJ die nächsten Auftraggeber Wu Zi Mu („Woozie“) und Cesars Cousine „Catalina“ kennen.

- Catalina: Sie ist die Cousine von Cesar Vialpando und eine alte Bekannte aus GTA III. Sie ist auf der Suche nach dem schnellen Geld und zwingt CJ mit ihrer dominanten Art, ihr dabei zu helfen. Dazu überfällt sie gemeinsam mit CJ verschiedene Läden und Banken. Obwohl sie sich angeblich in CJ verliebt, verlässt sie ihn schon nach kurzer Zeit, um stattdessen mit der Spielfigur aus GTA III nach Liberty City durchzubrennen. In der Zeittafel der GTA-Reihe setzt hier die Handlung des Vorgängers GTA III ein. CJ wird nur noch hin und wieder von ihren Drohanrufen heimgesucht.

- Wu Zi Mu (Spitzname: Woozie): Er ist der Anführer der Triaden aus San Fierro. Sein komplettes Erscheinungsbild lässt auf einen adretten Geschäftsmann schließen. Er betreibt später das Four Dragons Casino in Las Venturas. Obwohl er blind ist, nennt er Autorennen seine große Leidenschaft. Nach einem Rennen bietet er CJ an, in San Fierro für ihn zu arbeiten.

- The Truth: The Truth ist ein typischer Hippie der 60er-/70er-Jahre, den CJ über Frank Tenpenny kennenlernt. Er hat angeblich viel Wissen über die politischen Machenschaften in San Andreas, wirkt aber aufgrund seines Verhältnisses zu Drogen wie LSD eher verwirrt. Er führt CJ nach San Fierro und bringt ihn mit anderen Auftraggebern zusammen.

#### San Fierro
- Cesar Vialpando: Cesar Vialpando hat zufällig die Liefertermine von Drogenkurieren von Big Smoke ausmachen können und gibt CJ Bescheid, um diese abzufangen. Diese Missionen finden nur an bestimmten Tagen statt und sind nicht relevant für den Spielverlauf. Im Rahmen der Arbeiten an der Werkstatt stellt Cesar eine Liste an Wagen zusammen, die CJ „besorgen“ muss. Diese Missionen sind für das Spielgeschehen unwichtig, da sie erst nach erfolgreichem Abschluss der Fahrschule freigeschaltet werden.

- CJ: Zum ersten Mal im Spielverlauf werden die Interessen der Hauptfigur durch mehrere Missionen vertreten. CJ versucht zusammen mit Cesar Vialpando, Kendl sowie The Truth und ein paar von dessen Freunden, aus einer alten Garage eine Autowerkstatt zu machen, um endlich auf eigenen Beinen zu stehen.

- Frank Tenpenny: CJ muss Drogen im Kofferraum eines Wagens verstecken, der einem Staatsanwalt gehört. Dieser wird anschließend wegen Drogenbesitzes festgenommen. Außerdem muss CJ einen neugierigen Reporter und seinen Informanten (einen Polizisten) in Los Santos aus dem Weg räumen.

- Loco-Syndikat: Big Smoke, Ryder, Jizzy B, T-Bone Mendez und der Agent Mike Toreno haben sich zu diesem Drogensyndikat zusammengeschlossen. Zunächst verdient CJ sich das Vertrauen des Zuhälters Jizzy, um den Aufbau des Syndikats auszukundschaften. Als die Zusammenhänge klar sind, zerschlägt er das Loco-Syndikat und stoppt so die Drogenlieferungen an Big Smoke.

- Wu Zi Mu: Die Triaden unter Führung von Wu Zi Mu, kurz Woozie genannt, befinden sich im Kampf gegen die vietnamesischen Da Nang Boys.

- Zero: Er ist ein Freund von The Truth und besessen von seiner Leidenschaft für Modellfahrzeuge. Er liefert sich einen erbitterten Kampf mit einer Person namens Berkley um Platz 1 der Modellbauszene. Diese Missionen nehmen keinen direkten Einfluss auf das Spielgeschehen.

#### Wüste (Übergang nach Las Venturas)
- Mike Toreno: Nachdem sich herausstellt, dass Toreno als Undercover-Agent einer Regierungsorganisation im Loco-Syndikat tätig war, bietet er CJ an, dessen Bruder Sweet aus dem Gefängnis zu holen, wenn CJ für ihn arbeitet, die laut ihm von höchstem nationalen und internationalen Interesse sind. Im Zuge dieser Aufträge erlernt CJ das Fliegen von Flugzeugen und Hubschraubern.

- The Truth: The Truth bittet CJ, ihm dabei zu helfen, hinter und an die geheimsten Projekte der Regierung zu kommen, etwa an ein Jetpack, das dann später auch dem Spieler zur Verfügung steht.

#### Las Venturas
- Wu Zi Mu (Woozie) und Salvatore Leone: In diesem Handlungsstrang geht es um die Streitigkeiten zwischen den drei Italo-Mafiafamilien aus Liberty City und den Triaden. CJ wird Teilhaber des Casinos „Four Dragons“ und hilft den Triaden (d. h. Woozie) mit ihren Problemen mit den Sindaccos. Die Leone-Familie hat dagegen Probleme mit den Forellis. Es kommt zu Auftritten vieler aus den Vorgängern bekannten Charaktere sowie einem Kurztrip nach Liberty City in Saint Mark's Bistro. Der Spieler kann zusätzlich das Casino Caligula's Palace, das den drei Mafiafamilien gehört, ausrauben. Nach dem Bankraub landet CJ auf der Todesliste von Salvatore Leone.

- Frank Tenpenny: Um Untersuchungen gegen sich zu behindern, beauftragt er CJ, Beweismittel zu stehlen. Anschließend fordert er seinen Partner Pulaski auf, den verräterischen Kollegen Jimmy Hernandez und CJ umzubringen. CJ gelingt es allerdings, zu entkommen und Pulaski nach einer Verfolgungsjagd zu stellen und zu töten.

- Madd Dogg: Madd Dogg ist ein Rapper, der von CJ und OG Loc in Los Santos bestohlen worden ist. CJ rettet ihn vor einem Suizidversuch und wird sein Manager. Nachdem CJ Madd Doggs Villa in Los Santos zurückerobert hat, finden die finalen Handlungsstränge wieder in Los Santos statt.

#### Los Santos/finale Missionen
- Mike Toreno: Nachdem CJ einen letzten Auftrag für ihn erfüllt hat, veranlasst Toreno die Freilassung von CJs Bruder Sweet.

- CJ: Er versucht, Madd Doggs Karriere wieder in Gang zu bringen, indem er OG Loc zwingt, seine Karriere aufzugeben.

- Sweet: In den finalen Missionen beschließt er, zusammen mit seinen wahren Freunden in Los Santos aufzuräumen. Hierbei wird Officer Frank Tenpenny von Sweet ausfindig gemacht und stirbt nach einer langen Verfolgungsjagd bei einem Autounfall.

## Technische Verbesserungen
Mit GTA: San Andreas wurden einige technische Verbesserungen realisiert, wie die dynamische Echtzeitberechnung der Schatten und die realistischere Simulation von Wetterphänomenen wie Nebel, Sandstürmen und Gewittern bis hin zum Flimmern der Luft bei starker Hitze. Die Sichtweite in der Landschaft ist zwei bis vier Mal höher als bei den Vorgängern. Die Ladebildschirme, die in den früheren Versionen auftauchten, wenn der Spieler von einer Insel zu einer anderen wechselte, konnten vermieden werden.

## Modifikationen
Wie in allen Teilen der GTA-3D-Serie ist das Austauschen von Elementen der Spielwelt, also etwa Gebäuden, ganzen Stadt- und Landschaftsteilen und vor allem Fahrzeugen durch Freeware-Ersatz aus dem Internet möglich. Andere Modifikationen fügen Funktionen wie neue Kameraperspektiven oder die Möglichkeit, an Tankstellen gegen Geld neuen Kraftstoff zu beziehen, ein.
Seit Erscheinen des Spiels sind tausende Fahrzeuge entstanden bzw. aus den Vorgängern oder anderen PC-Spielen konvertiert worden. Kommerzielle Add-ons sind unterdessen nicht möglich, da Originaldateien ersetzt werden müssten, was kommerziellen Herstellern jedoch nicht gestattet ist. Überdies gibt es auch diverse Dateien, sogenannte Blut-Patches, mit denen man die deutsche PC-Version inhaltlich in eine ungeschnittene Version umwandeln kann.
Wie dies bereits bei den anderen 3D-Teilen der GTA-Serie der Fall war, entwickelten sich auch für GTA: San Andreas Modifikationen, die das Spiel um einen Multiplayer-Modus erweitern. Bekannte Projekte, die dieses Ziel verfolgen, sind beispielsweise „Multi Theft Auto“ (MTA) oder „San Andreas Multiplayer“ (SA-MP).
Weitere nennenswerte Modifikationen sind der sogenannte Berlin-Mod und GTA: United. Beim Berlin-Mod wird die San Andreas Spielumgebung durch einen möglichst originalgetreuen Nachbau der Stadt Berlin ersetzt. Bei GTA: United hingegen wurden die Städte Liberty City und Vice City aus den Vorgängerspielen GTA III und GTA Vice City in die neue San Andreas Engine gebracht.

### Hot Coffee
Für Aufsehen sorgte in den USA und in Australien im Juli 2005 ein „Hot Coffee“ genannter Mod für GTA: San Andreas. „Hot Coffee“ schaltet ein interaktives Sex-Minispiel frei, das bereits im Quellcode des Originalprogramms enthalten war und von den Entwicklern lediglich deaktiviert worden war. Daher ist es möglich, dieses Minispiel unter Zuhilfenahme eines Cheat-Systems auch auf den Konsolen-Versionen zugänglich zu machen. Aufgrund dieser Mod wurde das Spiel in den USA von der Altersempfehlung „Mature“ („ab 17“) auf „Adults Only“ angehoben („ab 18“). Die Wirkung dieser Einstufung kann mit den Folgen einer Indizierung durch die BPjM in Deutschland gleichgesetzt werden, da sich alle großen amerikanischen Handelsketten weigern, ein als „AO“ eingestuftes Spiel zum Verkauf anzubieten, weil diese Einstufung normalerweise nur für Spiele mit pornografischen Inhalten verwendet wird. Die USA gelten bei der Begutachtung von Videospielen als sehr empfindlich bei sexuellen Darstellungen, während Gewaltdarstellungen in Spielen oft nur geringes Aufsehen erregen. In Australien wurde das Spiel kurze Zeit später ganz verboten. Es war vorher als „MA 15+“ („ab 15“) eingestuft worden. In Deutschland blieb die Einstufung (USK 16) unverändert, da hier bereits eine geschnittene Version gegenüber der US-Version angeboten wurde, die aber dennoch die Freischaltung der Sexszenen erlaubte.
Rockstar Games begannen kurz nach der Entscheidung mit der Umprogrammierung des Spieles. Die US-amerikanischen Handelsketten nahmen die alte Version aus den Regalen und wollten nur noch die neue Version anbieten. Am 9. August 2005 erschien der Patch für die PC-Version, der unter anderem die Aufgabe hat, die „Hot Coffee“-Mod zu deaktivieren und den entsprechenden Programm-Code komplett aus dem Spiel zu entfernen.

## Anspielungen
GTA: San Andreas enthält vielfältige Anspielungen, sowohl auf Vorgänger innerhalb der Spielereihe als auch auf populäre Filme, reale Orte sowie politische und soziale Umstände, vor allem in den USA. Zudem begegnet man in der Welt von San Andreas versprachlichten oder bildlichen Anspielungen auf verschiedenste sexuelle Inhalte.

### Filme
Ähnlich wie in den Vorgängern GTA III und GTA: Vice City werden hin und wieder in den Hauptmissionen Filmszenen nachgestellt bzw. persifliert. So wird z. B. in der Mission Just Business eine Szene aus Terminator 2 – Tag der Abrechnung nachgestellt und einige Szenen der Mission Breaking the Bank at Caligula's erinnern an den Film Ocean’s Eleven.

### Fahrzeuge
Nahezu alle Fahrzeuge im Spiel haben ein Vorbild in Fahrzeugen, die bereits vor dem Spiel existierten. So sieht bspw. der Huntley dem Range Rover verblüffend ähnlich, der Sultan ist dem Mitsubishi Lancer nachempfunden und der Camperbus spiegelt den VW T1 wider.

### Orte
Die drei großen Städte Los Santos, San Fierro und Las Venturas basieren auf den Städten Los Angeles, San Francisco und Las Vegas. Die jeweiligen Städte wurden in stark verkleinertem Maßstab mit berühmten Erkennungsmerkmalen wie Gebäuden, Stadtteilen und ihrer geografischen Form nachgebildet, jedoch wurden wie bei den Städten stets fiktive Namen verwendet.
Beispiele für reale Gebäude und Orte, die in San Andreas zu finden sind:
- Los Santos:
  - Bauwerke: der U.S. Bank Tower, das AON Center, das Grauman’s Chinese Theatre, der Vinewood-Schriftzug, der dem Hollywood-Schriftzug nachempfunden wurde, das Griffith-Observatorium, der Santa Monica Pier, der LA International Airport, die Watts Towers, Randy’s Donuts, die Hollywood-Filmstudios und der Walk of Fame
  - Orte: Compton, Inglewood, Venice Beach, Santa Monica, Hollywood, Beverly Hills

- San Fierro:
  - Bauwerke: die Transamerica Pyramid, die Golden Gate Bridge, der Sutro Tower, Fort Point, San Francisco International Airport, Bay Bridge, Lombard Street
  - Orte: Marina District, Oakland, Pacific Heights, Parkside, Golden Gate Park, Financial District, South of Market, Chinatown

- Las Venturas:
  - Bauwerke: McCarran International Airport, Excalibur Hotel & Casino, Mirage Hotel & Casino, Bellagio Hotel & Casino, Caesars Palace, Luxor Hotel & Casino, Hotel Treasure Island, Circus Circus Hotel & Casino, Hard Rock Hotel & Casino, das „Welcome to fabulous Las Vegas, Nevada“-Schild
  - Orte: Las Vegas Boulevard

Auch außerhalb der großen Städte findet man immer wieder Plätze mit realen Vorbildern, so zum Beispiel die Area 69, die auf die Area 51 anspielt, den Sherman Staudamm, der dem Hoover Dam nachempfunden ist, oder die Geisterstadt Las Brujas, die an die real existierende Geisterstadt Bodie angelehnt ist.

### Politische und soziale Umstände
GTA: San Andreas enthält viele Anspielungen auf soziale und politische Umstände, vor allem, aber nicht ausschließlich, der USA. Diese Anspielungen können sowohl als Verherrlichung oder als Kritik verstanden werden.
Beispiele:
- Gewalt: Gespräche und Radiospots über Gewalt und gewalttätige Themen sind in der gesamten Spielwelt immer wieder zu vernehmen. Zudem wird Gewalt oft als erste Wahl der Konfliktlösung dargestellt.
- Waffen: Die freie Erreichbarkeit von Schusswaffen in den USA spiegelt sich in San Andreas wider. Waffen aller Art können mit dem nötigen Geld in mehreren Waffenläden namens Ammu-Nation erworben oder quer über die Spielwelt verstreut gefunden werden. Weiter antworten Passanten auf mögliche Attacken der Spielfigur oftmals mit Waffengewalt, meist Schusswaffen oder Schlagwaffen.
- Rassismus: Anspielungen auf Rassismus finden sich in versprachlichter Form in manchen Dialogen zwischen Passanten, die oftmals aus willkürlich zusammengewürfelten Sätzen bestehen. Auch wird die in vielen amerikanischen Kleinstädten vorhandene Fremdenfeindlichkeit in den kleineren Ortschaften in San Andreas bildlich dargestellt. So findet man hier Bars, über deren Eingang der Satz „Locals only – We don't like your type 'round here“ (sinngemäß übersetzt „Nur für Ortsansässige – wir möchten so was wie dich hier nicht haben“) geschrieben steht.
- Sekten: In den USA, aber auch weltweit als Freikirchen getarnte Sekten werden in GTA: San Andreas durch das „Epsilon Program“ persifliert.

### Reale Ereignisse
Auch reale Ereignisse werden in GTA: SA verarbeitet. Diese wurden passend zu den frühen 90er-Jahren gewählt, in denen GTA: SA spielt:
- Gangs: Mit den Bandenkriegen zwischen den Ballas und den Grove Street Families, aber auch den Los Santos Vagos und den Varrios Los Aztecas werden die blutigen Kriege zwischen den Bloods und Crips in Los Angeles dargestellt. Die Los Santos Vagos und die Varrios Los Aztecas stehen hierbei zwar stellvertretend für die Mara Salvatrucha und die 18th Street Gang. Anzumerken ist hierbei aber, dass diese Gangs im Gegensatz zu ihren realen „Vorbildern“ auf die Gewalt gegeneinander, also das Verteidigen und Erobern von Stadtvierteln, sowie auf das Erkennungsmerkmal der farbigen Kleidung reduziert werden. Es werden keinerlei Bandenrituale oder Ähnliches angeschnitten. Lediglich der Bezug zu Drogen, vor allem Haschisch, wird in Form von Joints gezeigt. Der Konsum von Crack wird in den Anfangsmissionen als Grund für das Zerbrechen der Grove Street Families genannt und durch Feldzüge gegen die Dealer als negativ dargestellt.
- Los Angeles Riots: In den finalen Missionen brechen aufgrund des Freispruchs des korrupten Polizisten Frank Tenpenny bürgerkriegsähnliche Unruhen aus. Diese sind eine Anspielung auf die Unruhen in Los Angeles 1992.
- Kommunismus: Obwohl die Blütezeit des Kommunismus im Spiel vorüber ist, finden sich auch antikommunistische Inhalte in GTA: San Andreas. So sind etwa Werbespots gegen Massentransportmittel im Radio zu hören, die als Symptom für eine beginnende Ausbreitung des Kommunismus verurteilt werden. Auch werden in den Missionen von Agent Mike Toreno häufiger antikommunistische Hintergründe genannt.
- Erdbeben: In San Fierro befindet sich neben der Carver Bridge (angelehnt an die Bay Bridge) ein eingestürztes Teilstück einer Autobahn. Dies ist eine Anspielung auf den Interstate 880, der 1989 während des Loma-Prieta-Erdbebens eingestürzt war. Bei diesem Erdbeben wurde auch die sich im Spiel direkt daneben befindende Bay Bridge schwer beschädigt. Auch das Gelände, auf dem CJs Werkstatt steht, wird als Trümmergelände bezeichnet, nachdem dort ein Erdbeben gewütet hat.

### Vorgänger
In GTA: San Andreas finden sich auch Anspielungen auf die beiden Vorgänger GTA III und GTA: Vice City:
GTA III: Die Auftraggeberin während des Badlands-Abschnitts, Catalina, ist dieselbe Catalina, die zu Beginn von GTA III mit der Spielfigur des Titels eine Bank überfällt. Nach der Affäre mit CJ in San Andreas taucht Claude, die vom Spieler gesteuerte Hauptfigur in GTA III, als schweigsamer Fahrer und neuer Freund von Catalina bei den illegalen Autorennen auf und CJ erfährt von Catalinas Vorhaben, zusammen mit Claude nach Liberty City zu reisen. Auch in Las Venturas trifft man auf bekannte Charaktere. Die italienische Mafia, die sich in Las Venturas ausgebreitet hat, steht unter der Führung derselben Familie, die auch schon in GTA III als Auftraggeber vorkommt.
GTA: Vice City: In Zeros Geschäft in San Fierro finden sich Actionfiguren von Spielfigur Tommy Vercetti und dessen Weggefährten Lance Vance. Ferner trifft man auf Ken Rosenberg, einen Anwalt und Auftraggeber aus GTA: Vice City, sowie zwei seiner Freunde, den etwas irren Engländer namens Kent Paul, der in GTA: Vice City Manager der Band „Love Fist“ ist, und Maccer, der zum Exhibitionismus neigt. Das V-Rock-Hotel in Las Venturas spielt auf den Radiosender V-Rock aus Vice City an. Außerdem sind sowohl eine Figur von Avery Carrington als auch eine Figur der Pornodarstellerin Candy Suxxx an jeweils einem Casino angebracht, außerdem befindet sich bei dem einzubrechenden Haus in der Mission „Home Invasion“ im Schlafzimmer des Hausbesitzers ebenfalls ein Poster von Candy Suxxx. Mit aktiviertem Hot-Coffee-Mod sieht man während des Liebesspiels mit Denise (CJs erster Freundin) ein Poster von GTA: Vice City. Zudem tauchen die beiden Charaktere (Jethro und Dwaine), denen Tommy Vercetti die Bootswerft abkauft, als Mechaniker in Carls Werkstatt in San Fierro wieder auf.

## Special Edition
Mit der Special Edition von GTA: San Andreas erschien am 18. Oktober 2005 eine Sammlerbox für die PlayStation 2, die das Spiel San Andreas sowie die Filme The Introduction und Sunday Driver auf DVD enthält.
The Introduction war bisher nur als Teil der Doppel-CD (nicht des Acht-CD-Box-Sets) des Soundtracks zum Spiel erhältlich und erzählt die Vorgeschichte zur Handlung von GTA: San Andreas. Sunday Driver ist eine Dokumentation über den Lowrider-Club The Majestics aus Compton, Kalifornien, und wird außerdem als UMD-Video für Sonys PSP erscheinen. Das Spiel selbst unterscheidet sich nicht von der bereits erhältlichen Version.

## Mobilversionen
Im November 2013 kündigte Rockstar Games die Veröffentlichung von GTA: San Andreas für mobile Plattformen an. Am 12. Dezember 2013 erschien die Umsetzung dann auch erstmals für iOS. Die angekündigten Versionen für Android folgten am 21. Dezember 2013. Die Veröffentlichung für Windows Phone folgte am 27. Januar 2014. Entwickelt wurden die Mobilversionen vom Entwickler War Drum Studios, der auch bereits die anderen mobilen GTA-Portierungen umsetzte. Neu ist eine verbesserte Grafik mit überarbeiteter Beleuchtung und Charaktermodellen. Das Spiel wird per Touch-Steuerung oder speziellen Controller-Zusätzen gesteuert. Spielstände können über den Rockstar Social Club synchronisiert werden.

## Musik
Mit elf Radiosendern ist der Soundtrack sehr umfangreich und enthält viel lizenzierte Musik (siehe Radiosender-Liste). Außerdem lassen sich in der PC-Version eigene Musikdateien importieren (von Werk aus werden Ogg Vorbis und WAV unterstützt, bei vorhandenen Codecs auch MP3, WMA und andere Formate). In der Xbox-Version werden ebenfalls Musikstücke, die auf der Festplatte gespeichert sind, als Radiosender in das Spiel eingebunden.
Die Radiosender:
- Bounce FM (Funk): u. a. Ohio Players, George Clinton, The Isley Brothers, Kool & the Gang, Rick James, The GAP Band; moderiert von DJ Funktipus (George Clinton)
- CSR 103.9 (Contemporary Soul Radio) (New Jack Swing): u. a. Soul II Soul, Bobby Brown, Boyz II Men, En Vogue; moderiert von Philip „PM“ Michaels (Michael Bivins)
- K-DST (Classic Rock): u. a. America, Billy Idol, Boston, Creedence Clearwater Revival, Grand Funk Railroad, Toto, Kiss, Rod Stewart, Joe Cocker; moderiert von DJ Tommy „The Nightmare“ Smith (Axl Rose)
- K-Jah Radio West (Dub, Reggae): u. a. Augustus Pablo, Barrington Levy, Black Uhuru, Max Romeo; moderiert von Marshall Peters (Lowell „Sly“ Dunbar) und Johnny Lawton (Robert „Robbie“ Shakespeare)
- K-Rose (Country): u. a. Willie Nelson, Desert Rose Band, Hank Williams, Conway Twitty & Loretta Lynn; moderiert von DJ Mary-Beth Maybell (Riette Burdick)
- Master Sounds FM (Funk, Soul, Groove): u. a. Bobby Byrd, Booker T. & the M.G.’s, James Brown, Chakachas, War, Bob James; moderiert von DJ Johnny „The Love Giant“ Parkinson (Ricky Harris)
- Playback FM (Eastcoast-Hip-Hop, Old School Hip Hop): u. a. Biz Markie, Brand Nubian, Public Enemy, Slick Rick, Kool G Rap & DJ Polo; moderiert von DJ Forth Right MC (Chuck D)
- Radio Los Santos (Westcoast-Hip-Hop, Gangsta-Rap): u. a. 2Pac, Cypress Hill, N.W.A, Dr. Dre, Snoop Dogg, Ice Cube, Eazy-E; moderiert von Julio G
- Radio X (Alternative Rock, Metal, Grunge): u. a. Danzig, Depeche Mode, Guns n’ Roses, Soundgarden, Faith No More, Rage Against the Machine (mit: Killing in the Name); moderiert von Sage (Jodie Shawback)
- SF-UR (San Fierro Underground Radio) (Classic House): u. a. Marshall Jefferson, 808 State, A Guy Called Gerald, Frankie Knuckles, Todd Terry; moderiert vom deutschen DJ „Hans Oberlander“ (Lloyd Floyd)
- WCTR (West Coast Talk Radio) (Talkradio): ein Sender, der verschiedene Talk- und Anruf-Sendungen zu unterschiedlichsten Themen ausstrahlt. Eine Besonderheit von WCTR sind die Nachrichten, die nach dem Absolvieren bestimmter Hauptmissionen im Spielverlauf geändert werden und das Geschehen in San Andreas protokollieren. So soll beispielsweise ein Schiff der Da Nang Boys „gereinigt“ werden, kurz darauf berichtet WCTR von einem Schiff voller Leichen.

## Synchronstimmen
Die Hauptfigur CJ wird vom Rapper Chris „Young Maylay“ Bellard gesprochen. Während dieser eher unbekannt ist, werden einige der im Verlauf des Spiels erscheinenden Personen von bekannteren Persönlichkeiten synchronisiert. Beispielsweise wird CJs vermeintlicher Gang-Kumpel Big Smoke von „Menace II Society“-Schauspieler Clifton Powell gesprochen, Polizist Frank Tenpenny von Samuel L. Jackson, sein Partner Eddie Pulaski von Chris Penn, B Dup (Drogendealer und ehemaliger Freund der Grove Street Families) von The Game, Madd Dogg von Ice-T, The Truth von Peter Fonda, Ryder von MC Eiht, Mike Toreno von James Woods und Maccer vom Happy-Mondays-Sänger Shaun Ryder. Cesar Vialpando wird von Clifton Collins Jr. gesprochen, der im Film „187 – Eine tödliche Zahl“ (mit Samuel L. Jackson in der Hauptrolle) das Gangmitglied Cesar Sanchez spielt.
Auch unter den Stimmen der Radiomoderatoren finden sich Stars. So wird z. B. K-DST Moderator Tommy „The Nightmare“ Smith von Guns-N’-Roses-Frontmann Axl Rose gesprochen und Julio G, ein bekannter DJ der Westcoast-Hip-Hop-Szene, spricht sich selbst als Moderator von „Radio Los Santos“.

## Rezeption
Raphael Fiore von MAN!AC sprach von einem Videospiel-Meilenstein, der bis dato unerreicht geblieben sei. Die Hintergrundgeschichte sei fantastisch, taktische Möglichkeiten seien vielseitig, die Rollenspiel-Elemente effektvoll. Auch abseits der Haupthandlung biete San Andreas viele Möglichkeiten, um in die Spielwelt einzutauchen. Die Schwächen des Vorgängers seien beseitigt worden. Die Steuerung zu Fuß bleibe jedoch holprig. Ebenso sei die Grafik weiterhin ruckelig und nur durch ihre zahlreichen Filter atmosphärisch. Die Steuerung der Kamera sei hakelig.
Die Variante für den PC verbessere die Kulisse einer ohnehin großartigen Welt. Der Schwierigkeitsgrad schwanke weiter stark. Trotz Schwächen in der Optik setze sich San Andreas von Konkurrenten stark ab. Die Steuerung sei bei Motorrädern und Helikoptern nicht ideal. Dennoch vereinfache die präzise Maussteuerung das Spiel. Die Geschichte sei gut erzählt. Die offene Spielwelt offeriere unzählige Bonusmissionen. Auf der Xbox sei die Performance besser als auf der PlayStation 2. Die Xbox-exklusive Wiederholungsfunktion sei ein wenig nützlicher Schnellschuss.
Die Umsetzung für mobile Endgeräte leide unter Bedienungsproblemen auf dem Touchscreen. Zudem fehlen Musikstücke, da die Lizenzen abgelaufen sind.
Die Version für Xbox 360 basiert ebenfalls auf den mobilen Portierungen, so dass Kantenglättung fehlt, die Bildfrequenz limitiert wurde, es jedoch weiterhin zu Performance Einbrüchen komme.
Mit insgesamt rund 30 Millionen verkauften Exemplaren war es bis dahin der meistverkaufte Ableger der Serie sowie das meistverkaufte Spiel für die PlayStation 2.